# توفيق قاسموف
توفيق قاسموف (1938 - 2020)، هو سياسي ودبلوماسي أذربيجاني شغل منصب وزير خارجية أذربيجان في الفترة بين 1992 - 1993.